# Paz Fábrega
Paz Fábrega (San José, 1979) es una directora de cine, guionista y productora costarricense.  Su película Agua fría de mar obtuvo el Premio Tigre en el Festival Internacional de Cine de Róterdam, uno de los premios más destacados obtenidos por una película centroamericana. Sus obras tratan sobre la soledad y la vulnerabilidad de la juventud.

## Biografía
Fábrega nació en San José, Costa Rica. Vivió en la ciudad de Nueva York entre los 10 y los 14 años mientras su madre trabajaba en su doctorado. Estudió comunicación en la Universidad de Costa Rica, fotografía en el Colegio Universitario de Alajuela y cine en la London Film School, egresando de esta última en 2006.
En 2006 egresó en la London Film School presentando la película Temporal, rodada en la zona rural de Costa Rica en 2006. Compitió en varios festivales de cine internacionales y ganó el Gran Premio en el Festival de Cine de Biarritz. Su segundo cortometraje, Cuilos, se estrenó en 2008 en el Festival de Cine de Locarno y recibió cuatro premios en el Festival de Cine de Ícaro en Guatemala.
El guion de su primer largometraje Agua fría de mar, fue preparado durante sus residencias en el Binger Filmlab y el Sundance Screenwriters Lab. Se proyectó en más de 40 festivales de cine internacionales y recibió premios en Lima, Londres y París. Fue finalista del premio NHK de Sundance y ganó el premio Tiger en el Festival Internacional de Cine de Róterdam. Posteriormente, Fábrega fue seleccionada para el Festival de Cine de Cannes Residence de la Cinefondation en 2009.
Viaje (2014), su segundo largometraje, ganó el premio Cine en Construcción en el Festival de Cine de Costa Rica en 2014. Fue la primera película centroamericana que se estrenó en el Festival de Cine de Tribeca 2015. También fue seleccionada para proyectarse en el Festival de Cine de Karlovy Vary.
Fundó su productora, Temporal Films, en 2006. La empresa ayudó a producir tanto Viaje como Agua fría de mar.
Entre las influencias que ha citado en su trabajo se encuentran Wim Wenders, Terrence Malick, Bob Raffelson, Lynne Ramsay, David Lynch, Michelangelo Antonioni, Lucrecia Martel, Asghar Farhadi y Richard Linklater.

## Filmografía
- Proyecto La Sala (corto) - 2001
- Situaciones Vacantes (corto) - 2005[10]
- Temporal (corto) - 2006
- 8 - 2006[10]
- The red and the black (corto) - 2006[10]
- suicidio - 2006[10]
- Los justicieros (corto) - 2006[10]
- Cuilos (corto) - 2008
- Agua fría de mar (largometraje) - 2010[2]
- Viaje (largometraje) - 2014[6]
- Aurora - (2021)[11]